# 1804 au Nouveau-Brunswick
Chronologie du Nouveau-Brunswick
- 1800
- 1801
- 1802
- 1803
- 1804
- 1805
- 1806
- 1807
- 1808

Cette page concerne des événements survenus en 1804 dans la colonie du Nouveau-Brunswick.

## Naissances
- 19 février : David Wark, député, ministre et sénateur.
- 10 avril : Charles Hastings Doyle, lieutenant-gouverneur du Nouveau-Brunswick.
- 5 septembre : Amos Edwin Botsford, président du Sénat.